# بامبا دینگ
بامبا دینگ (انگلیسی: Bamba Dieng؛ زادهٔ ۲۳ مارس ۲۰۰۰) بازیکن فوتبال اهل سنگال است.
از باشگاه‌هایی که در آن بازی کرده‌است می‌توان به باشگاه فوتبال المپیک مارسی اشاره کرد.
وی همچنین در تیم‌های ملی فوتبال زیر ۱۷ سال سنگال و سنگال بازی کرده‌است.